# PBM作戦
PBM作戦（PBMさくせん）は、日本の新左翼の共産主義者同盟赤軍派が計画し、1971年に実施した作戦。「P作戦」「B作戦」「M作戦」の総称である。

## 分類

### P作戦（ペガサス作戦）
要人を人質にして獄中の塩見孝也を奪還。その後毛沢東統治下の中国に亡命し、そこを革命の根拠地にする計画。実現せずに計画のみで終わった。

### B作戦（ブロンコ作戦）
アメリカと日本の政治の中枢を占拠する同時多発テロ計画。実現せずに計画のみで終わった。

### M作戦（マフィア作戦）
金融機関強盗によって革命資金を調達する計画。1971年2月22日から1971年7月23日にかけて7回行われた。
1971年3月に赤軍派の実行部隊指揮官として城崎勉や松田久らが逮捕されていき、同年3月30日に森恒夫や坂東國男ら6人の赤軍派幹部が銀行強盗に関与した罪で指名手配された。
最後の松江相銀米子支店強奪事件（1971年7月23日発生）で赤軍派第2部隊が追跡され逮捕された。その後、赤軍派が京浜安保共闘と合同し連合赤軍になるも、連合赤軍幹部が逮捕されると、約90％が回収された。
| 年月日        | 襲撃された金融機関等             | 所在地                               | 強奪金額    |
| ------------- | -------------------------------- | ------------------------------------ | ----------- |
| 1971年2月22日 | 市原辰巳台郵便局                 | 千葉県市原市                         | 71万8678円  |
| 1971年2月27日 | 茂原高師郵便局                   | 千葉県茂原市                         | 9万4900円   |
| 1971年3月4日  | 船橋夏見郵便局                   | 千葉県船橋市                         | 1万5350円   |
| 1971年3月5日  | 横浜銀行相模大野支店相武台出張所 | 神奈川県相模原市南区相武台団地2丁目3 | 150万9000円 |
| 1971年3月22日 | 振興相互銀行黒松支店             | 宮城県泉市                           | 115万9200円 |
| 1971年5月15日 | 横浜市立南吉田小学校             | 神奈川県横浜市南区高根町2丁目        | 321万6539円 |
| 1971年6月24日 | 横浜銀行妙蓮寺支店               | 神奈川県横浜市港北区                 | 約45万円    |
| 1971年7月23日 | 松江相互銀行米子支店             | 鳥取県米子市                         | 605万1600円 |

## その他
警察は当初PBM作戦を、P作戦（パーソン作戦）・B作戦（ベース作戦）・M作戦（マネー作戦）と読んでいた。